# Київський вітамінний завод
АТ «Київський вітамінний завод» — українське підприємство фармацевтичної промисловості, розташоване в місті Київ, зайняте в галузі виробництва ліків, вітамінів та біодобавок.

## Історія
Підприємство засноване у 1944 році як «Київський вітамінно-соковий завод» на підставі наказу Міністерства харчової промисловості УРСР № 375 від 5 грудня 1944 року. Завод підпорядковано тресту «Укрвітамінпром».
У 1954 році реорганізовано у «Київський вітамінний завод» з підпорядкуванням Головному управлінню консервної промисловості Міністерства промисловості продовольчих товарів УРСР.
У 1976 році увійшло до створеного Київського виробничого хіміко-фармацевтичного об'єднання «Дарниця».
У 1994 році Київський вітамінний завод реорганізовано в закрите акціонерне товариство.
У 2002 році сертифіковано на відповідність ISO 9001:2000.
У 2008 році реорганізовано у відкрите акціонерне товариство, згодом у публічне акціонерне товариство.
У 2018 році реорганізовано у приватне акціонерне товариство «Київський вітамінний завод».
Виробництво лікарської продукції підприємством здійснюється на дільницях, обладнаних устаткуванням європейських виробників: Manesty (Велика Британія), Zanussi, Ronchi, Marchesini Group (Італія), Glatt, Korsch (Німеччина).
Продукція виготовляється з використанням субстанцій фірм DSM Europe Ltd. (Швейцарія), Merk, GC Chemicalien (Німеччина), Rodia (Велика Британія), Galena (Чехія), Rexim S.A., Orsan S.A (Франція), General Electric тощо.
У 2006 році приблизно 90 % продукції компанії представляли вітамінні препарати.
У 2005—2011 роках розроблені, впроваджені у виробництво і виведені на ринок понад 50 нових лікарських засобів, головним чином — це рецептурні препарати, зокрема для лікування кардіо-, психоневро-, уро-, гастроентеро-, офтальмо- та ангіологічних захворювань.
Нині основна спеціалізація компанії — виробництво генеричних препаратів. Продуктовий портфель АТ «Київський вітамінний завод» складається зі 135 лікарських препаратів.